# (4079) Britten
(4079) Britten ist ein Asteroid des Hauptgürtels, der am 15. Februar 1983 vom US-amerikanischen Astronomen Edward L. G. Bowell an der Anderson Mesa Station (IAU-Code 688) des Lowell-Observatoriums in Coconino County entdeckt wurde.
Der Asteroid ist nach dem englischen Komponisten, Dirigenten und Pianisten Benjamin Britten (1913–1976) benannt.